# Dašt-e Kavír

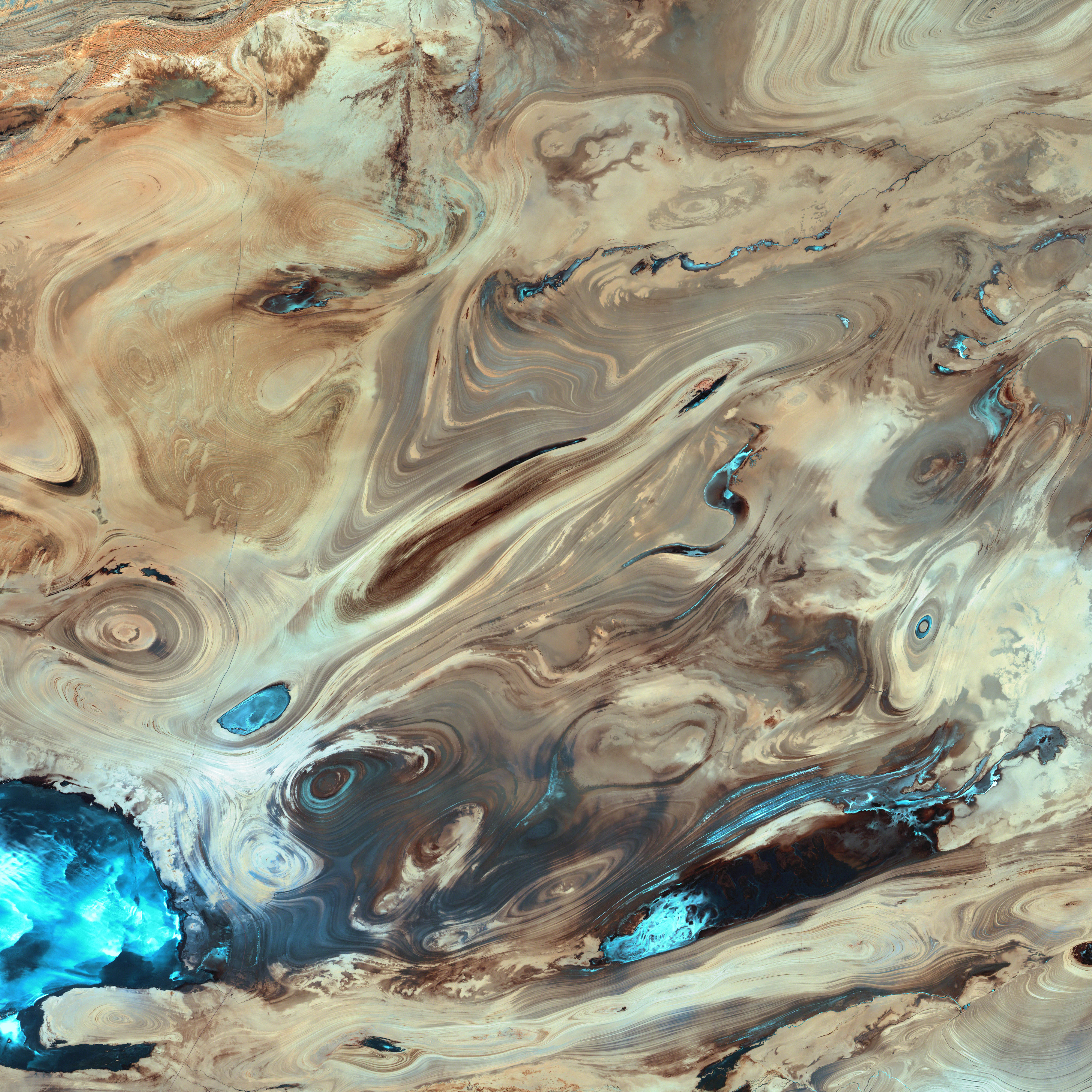
Satelitní snímek pouště Dašt-e Kavír

Dašt-e Kavír (persky دشت كوير, známá také jako Kavír-e Namak nebo Velká solná poušť) je největší íránská poušť. Je dlouhá přibližně 800 km a široká 320 km, její rozloha je cca 77 600 km². Táhne se od pohoří Elborz na severozápadě až k poušti Dašt-e Lút na jihovýchodě a administrativně tvoří část íránských provincií Chorásán, Semnán, Teherán, Isfahán a Jazd.

## Klimatické podmínky
Oblast, kde se poušť nachází, je velmi suchá. Letní teploty dosahují až 50 °C, průměrné zimní teploty se pohybují okolo 20-22 °C, ale v extrémech mohou klesat hluboko pod bod mrazu.[zdroj?]